# Under a Funeral Moon
Under a Funeral Moon es el tercer álbum de la banda noruega de black metal Darkthrone, que marcó el alejamiento definitivo por parte del grupo del sonido death metal de sus anteriores grabaciones (A Blaze in the Northern Sky aún contaba con algunas estructuras propias del Death) y la entrada de lleno en el género del Black Metal.
En este álbum, Darkthrone comienzan también a experimentar con unos riffs de guitarra más melódicos que contarían con gran importancia en su emblemática grabación Transilvanian Hunger. Under a Funeral Moon tiene mala calidad de grabación y es el último disco de Darkthrone con tres miembros ya que en Transilvanian Hunger, Zephyrous deja la banda.

## Listado de canciones
1. "Natassja in Eternal Sleep" – 3:33
2. "Summer of the Diabolical Holocaust" – 5:18
3. "The Dance of Eternal Shadows" – 3:44
4. "Unholy Black Metal" – 3:31
5. "To Walk the Infernal Fields" – 7:50
6. "Under a Funeral Moon" – 5:07
7. "Inn I de Dype Skogers Favn" – 5:25
8. "Crossing the Triangle of Flames" – 6:13

## Intérpretes
- Fenriz – batería (letras).
- Nocturno Culto – bajo y voz
- Zephyrous – guitarra.